# جویکا
جویکا (به انگلیسی: Joika) یک فیلم زندگی‌نامه‌ای درام نیوزلندی-لهستانی محصول سال ۲۰۲۳ به کارگردانی و نویسندگی جیمز نیپیر رابرتسون که دربارهٔ رقصنده آمریکایی جوی ومک است که در تالار بولشوی مسکو تمرین می‌کند. دیانه کروگر، تالیا رایدر و توماش کت در این فیلم بازی می‌کنند.

## ساخت
فیلمبرداری در فوریه ۲۰۲۲ در لهستان آغاز شد، و در ورشو به پایان رسید.

## انتشار
این فیلم اولین بار در جشنواره فیلم آمریکایی دوویل ۲۰۲۳ به نمایش درآمد. همچنین در جشنواره بین‌المللی فیلم پام اسپرینگز ۲۰۲۴ و جشنواره بین‌المللی فیلم سانتا باربارا ۲۰۲۴ بین ۱۵ تا ۱۶ فوریه ۲۰۱۴ به نمایش درآمد.